# Догони
Догони (догон, хабе, кадо, томбо) — народ у Західній Африці (Західний Судан).

## Розселення, чисельність і мова
Догони проживають у гірській місцевості Бандіагара в Малі та сусідніх районах Буркіна-Фасо.
Чисельність догонів — понад 330 тис. осіб у Малі та 10 тис. осіб у Буркіна-Фасо.
Розмовляють численними діалектами або, на думку багатьох спеціалістів, окремими догонськими мовами підгрупи гур нігеро-конголезької групи конго-кордофанської мовної сім'ї.

## Історія
Історично на основі етнічних переказів можна виснувати гіпотезу про неавтохтонність догонів на сучасних землях. Войовничий народ, який, не маючи власної державності, зберігав відносну незалежність у складі інших політичних утворень протягом ХІІІ—XIX століть.

## Господарство і управління
Основне заняття — тропічне ручне підсічно-вогневе землеробство (сорго, елевсина, бобові, кукурудза, арахіс, овочі). Розводять худобу. Розвинуте ковальство. Прикладне мистецтво. Майстрування масок.

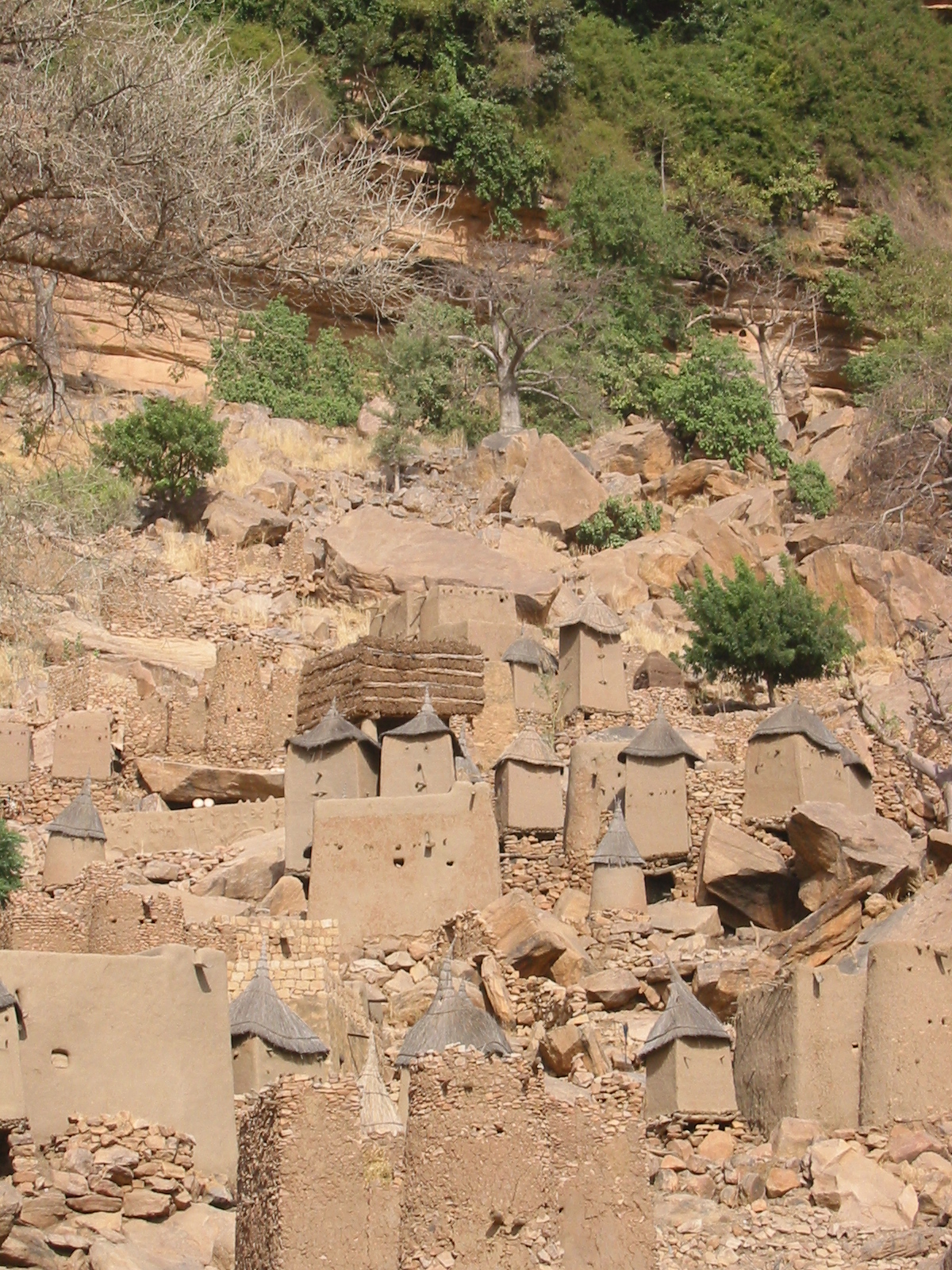
Догонське селище Банані

Велика родина, керована радою старійшин (гінна). Община управляється радою глав родин, на чолі якої стоїть огон — жрець культу Лєбе-першопредка. Сильне племінне ділення.

## Культура

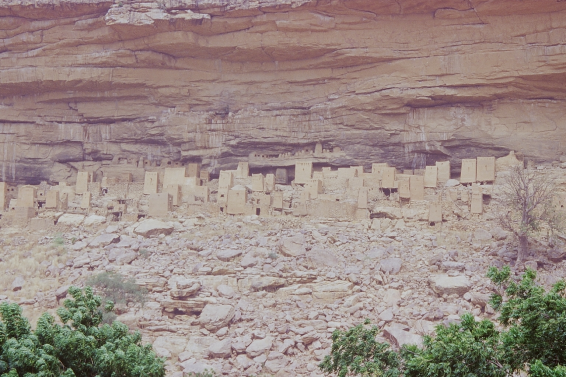
Нагір'я Бандіагара.

Особливе місце у міфології догонів займає зірка Сіріус.
Догони мають багату міфологію зі складними космогонічними уявленнями. Культ предків, з яким тісно пов'язане мистецтво масок. У догонів широко побутували ініціації, різні таємні союзи, обряди з масками.
Культуру догонів з нагір'я Бандіагара вивчало декілька європейських науковців, особливо антропологи Франції, адже країна Малі була французькою колонією. Серед найвідоміших — Марсель Гріоль. Французька — досі офіційна мова в Малі. За висновками науковців, догони відкочували в Бандіагару, рятуючи власні життя і власну традиційну релігію як від работорговців, так і від мусульманських армій. Догони з нагір'я Бандіагара — анімісти, шанувальники тварин. І лише в останні десятиліття частка догонів перейшла в мусульманство, контрастно поєднуючи традиційні вірування з мусульманськими настановами.
Традиційна культура догонів витримує наприкінці XX століття значний тиск мусульманства, урбанізації, втручання туристичної індустрії тощо. Молодь покидає селища і відкочовує нині в міста. Туристична індустрія породжує адаптовані, облегшені варіанти обрядів і свят, коли одні роблять для туристичних груп, інші (традиційні і повні) — для себе.

## Фетиші і маски догонів

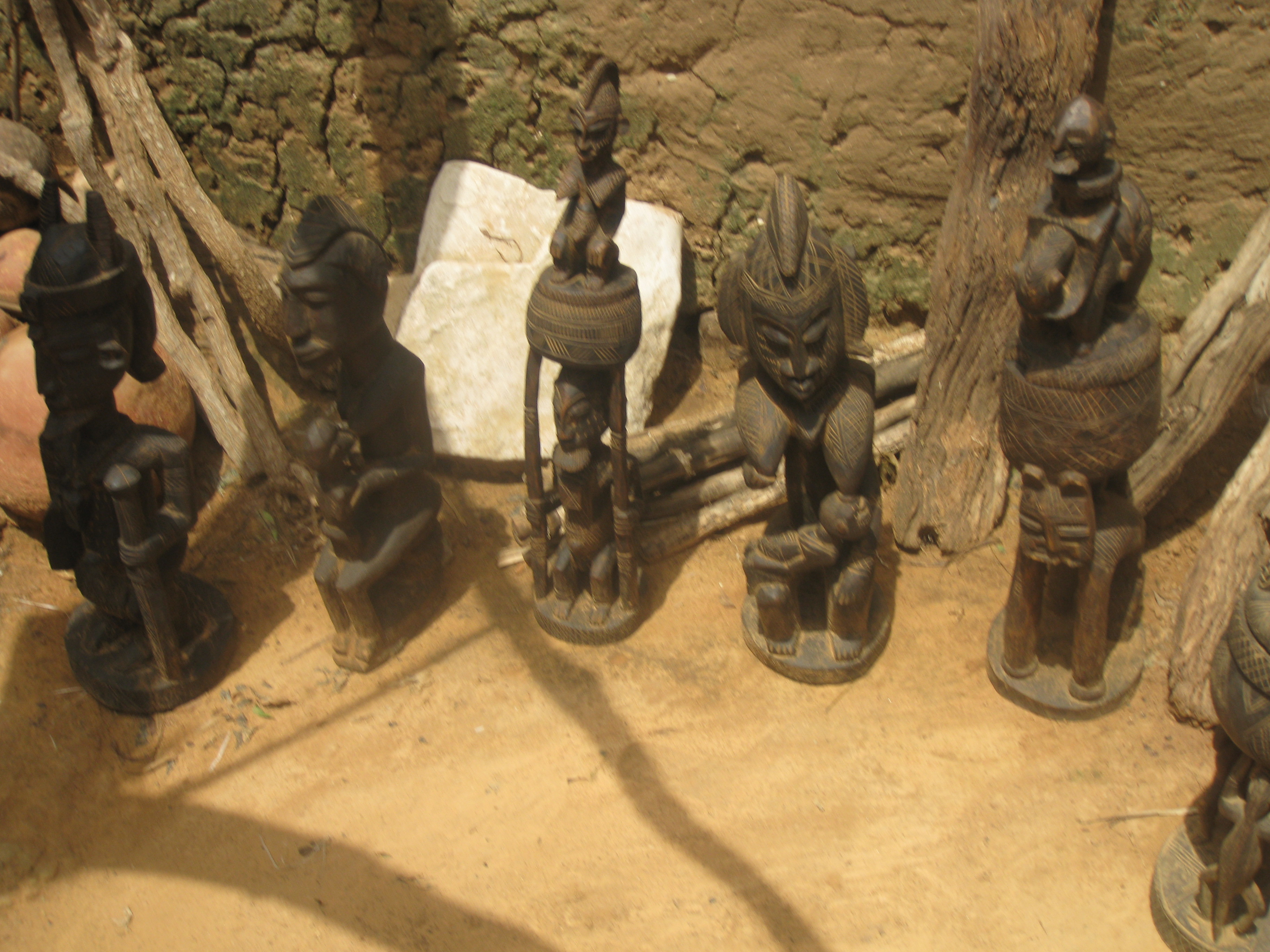
Фігурки на продаж.

Різьба дерев'яних фігурок (Фетишів) — традиційне ремесло догонів протягом століть. Різьбярами були майже всі чоловіки. Особливе місце серед них посідав сільський коваль. Ковалі догонів — в одній особі і ремісники, і чаклуни, і поважні особи, здатні творити металевий реманент, важливий для різьби і сільського господарства.
Анімічні вірування розповсюджувались і на дерева. Майстри рубали тільки гілку, виконавши обряд перед деревом, яке залишали живим. Вважали, що саме цим засобом візьмуть собі силу, притаманну дереву — ньяма. Виготовляли як окремі фетиші (фігурки), так і вкривали різьбою двері, стільці, рельєфи з тотемами, а також — ритуальні маски.

## Скульптури догонів

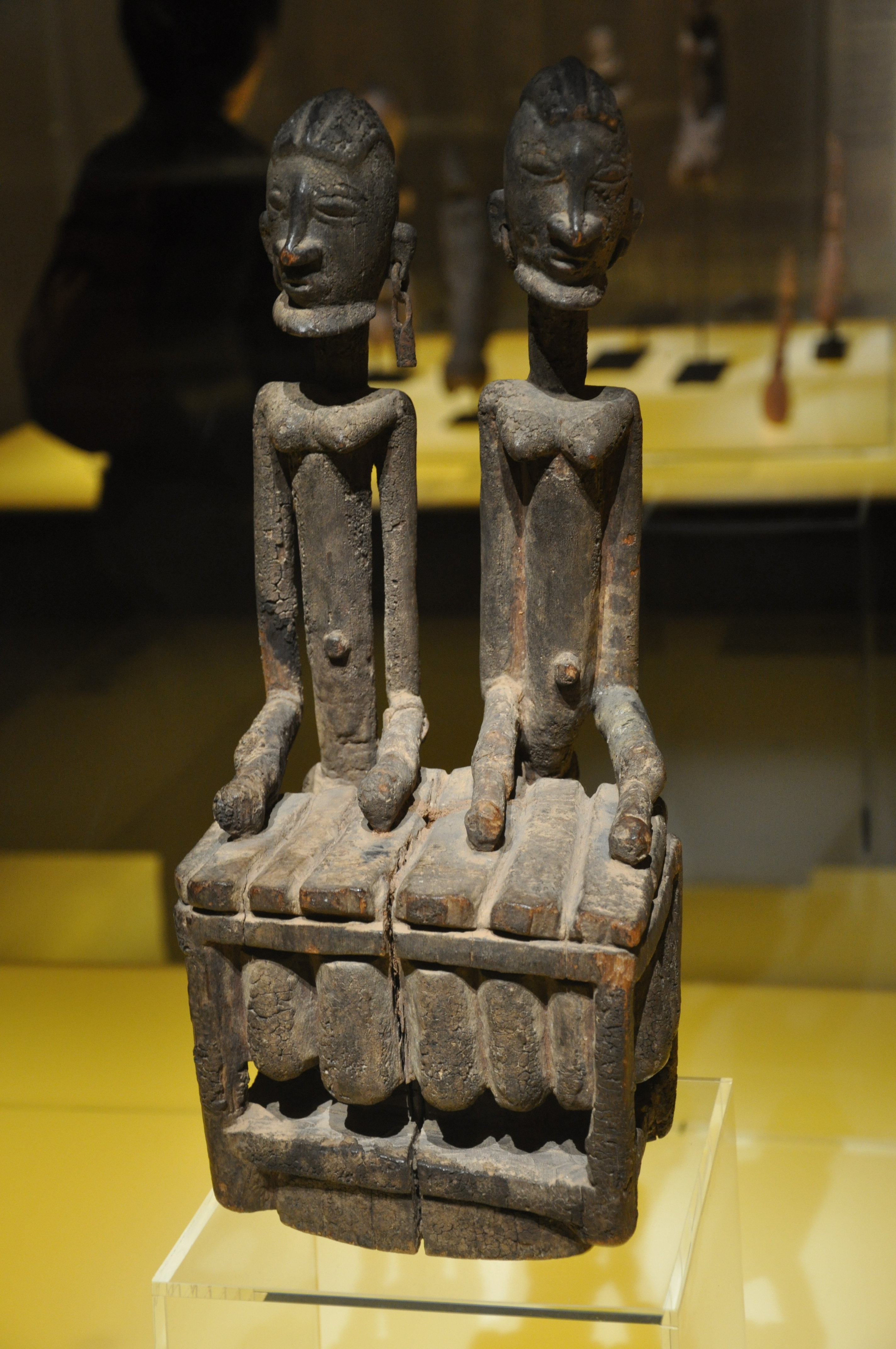
Догонські музики
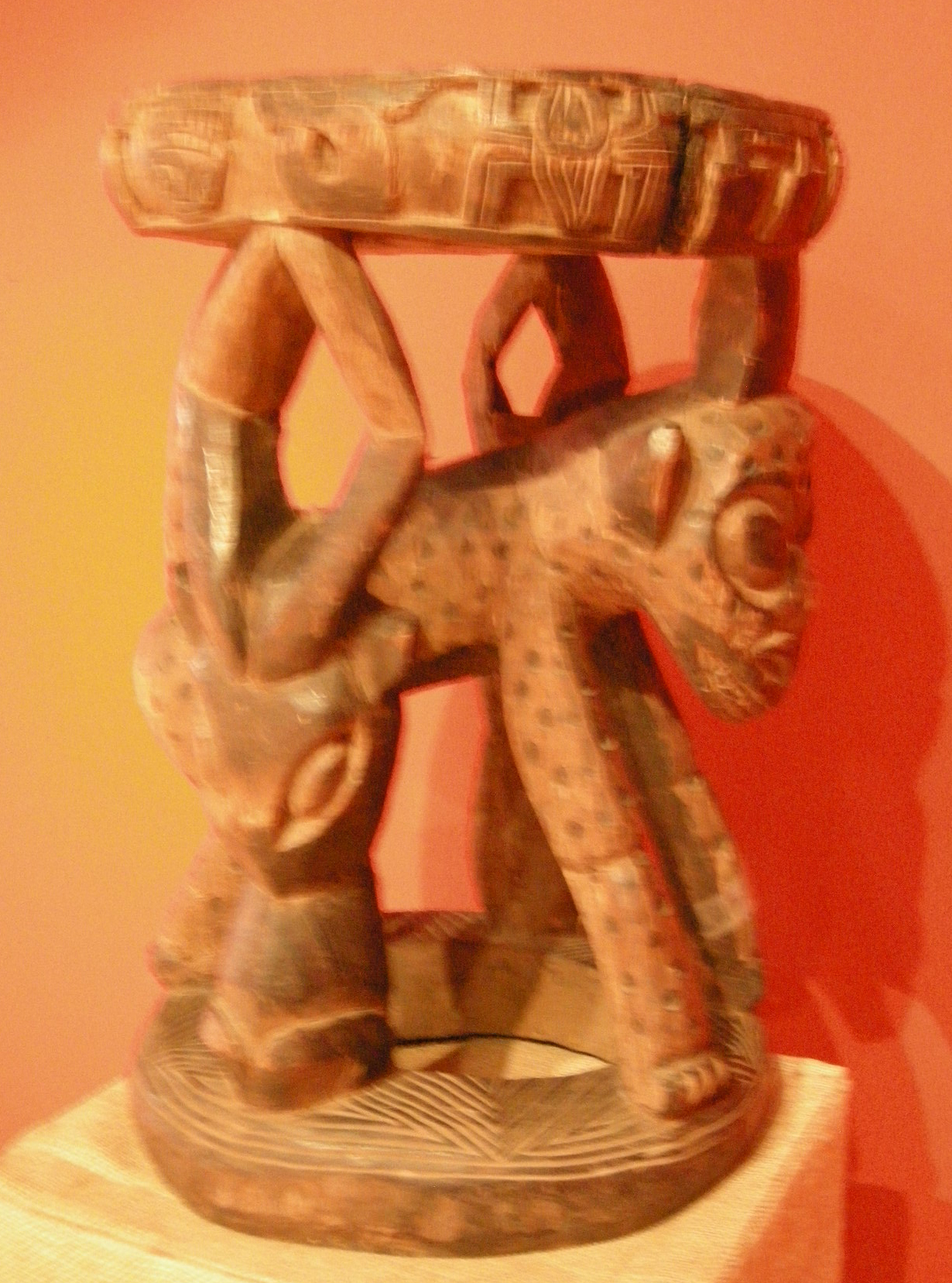
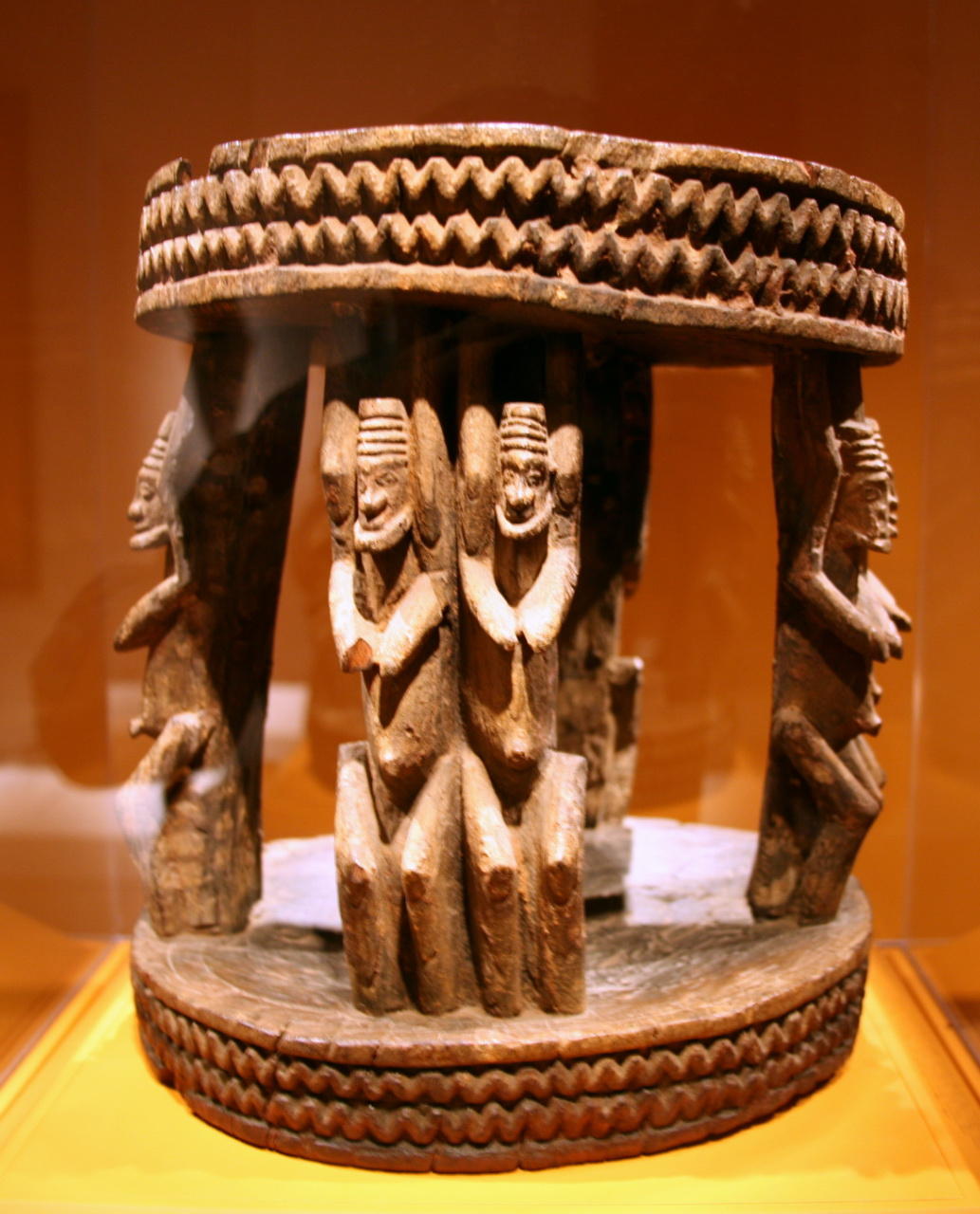
Догонський стілець
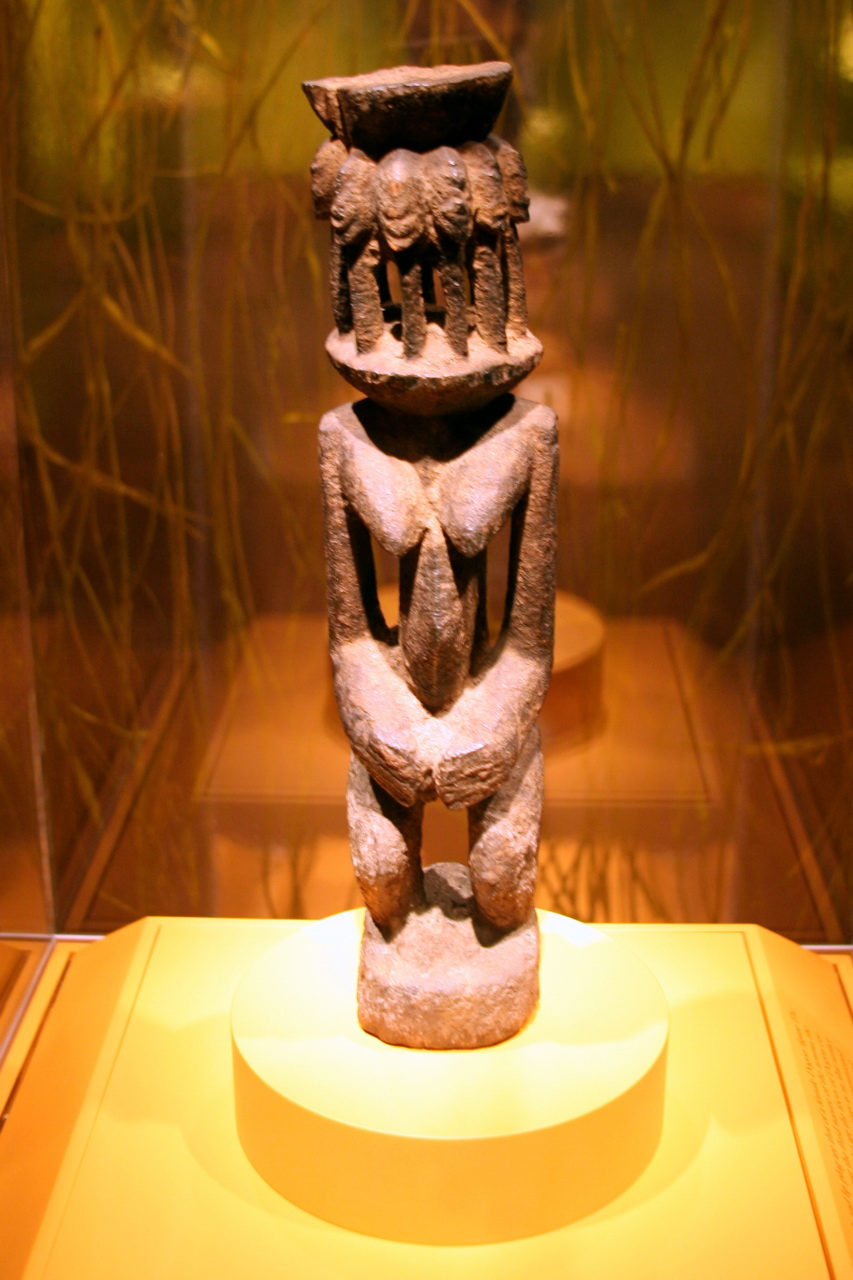
Догонська жінка

## Дерев'яні маски догонів

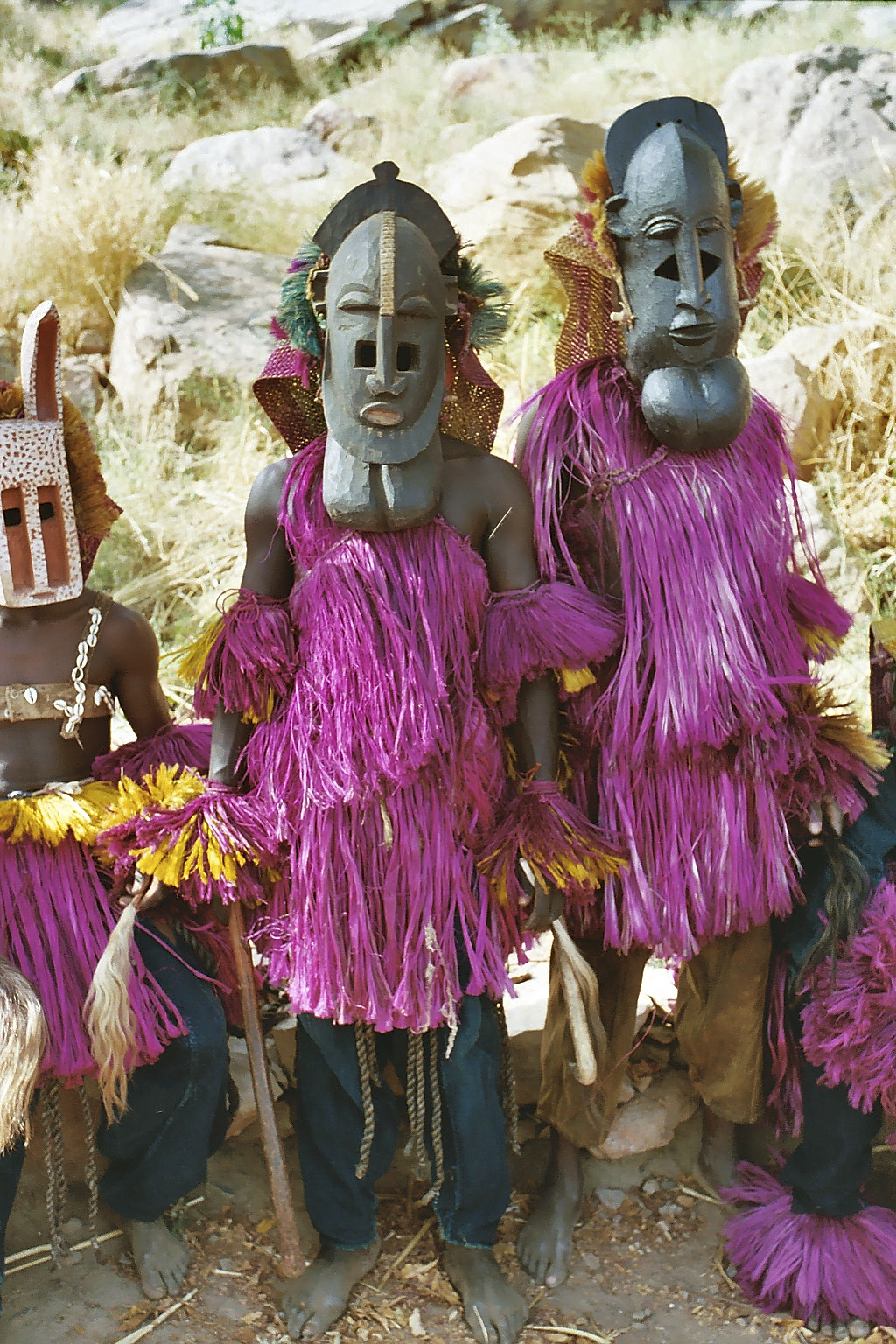
Догони в масках

Дерев'яні і розфарбовані маски догонів — найвідоміша деталь культури догонів в Західній Європі. Їх охоче купували торговці-європейці, збирали приватні колекціонери, а також етнографічні та художні музеї. Традиційна кількість масок — сімдесят вісім (78). В XX ст. під впливом контактів з представниками інших народів і європейців були спроби збільшити кількість масок, але керівники туристичної індустрії вимагають дотримання тільки «стандартної» кількості масок.
Раніше маски виготовляли в горах, подалі від жінок і дітей. Вони є важливою складовою свят і вистав. Серед традиційних свят — вистави з танцями в масках вночі, частка персонажів — на ходулях. Темою могло бути створення світу і спротив духів творцю. Нині майстерні розташовують і неподалік житла, бо настанови традиційної культури і колишніх заборон дедалі слабшають.
Аби заробляти на туристах, маски почали копіювати майстри-теслярі і в містах Малі, і в містах на узбережжі в Гані. Зразки старих виробів зберігають для себе, покупцям і туристам продають старанно зістарені копії. Але знавці за спрощеним характером виробів і їх деталей можуть відокремити старі вироби від сучасних копій.

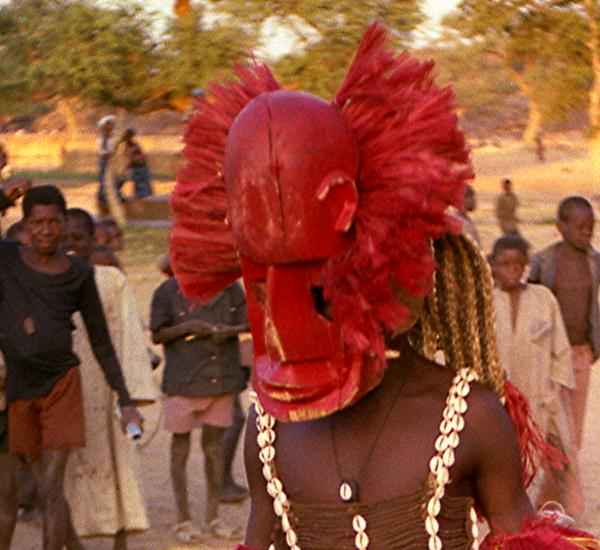
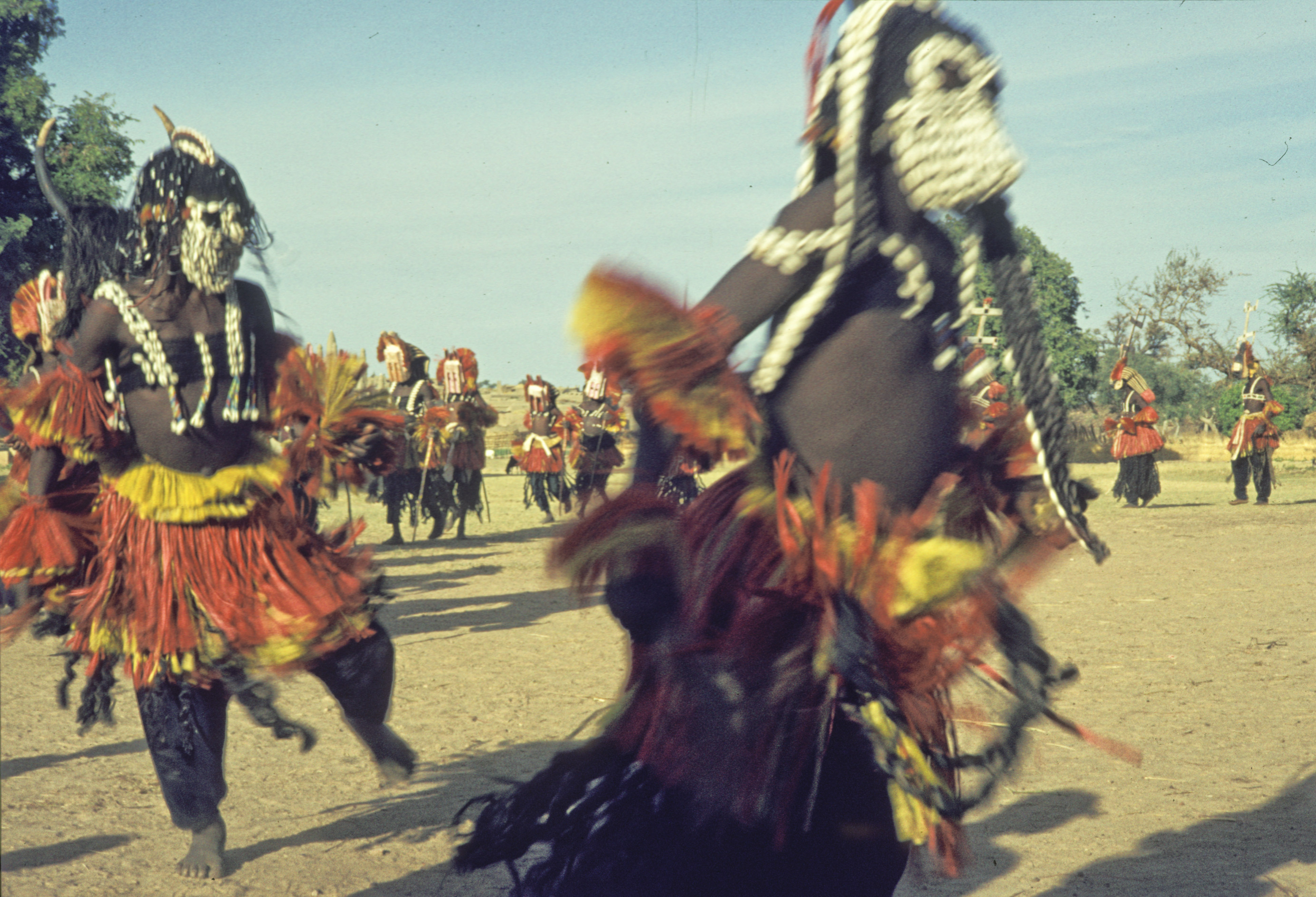
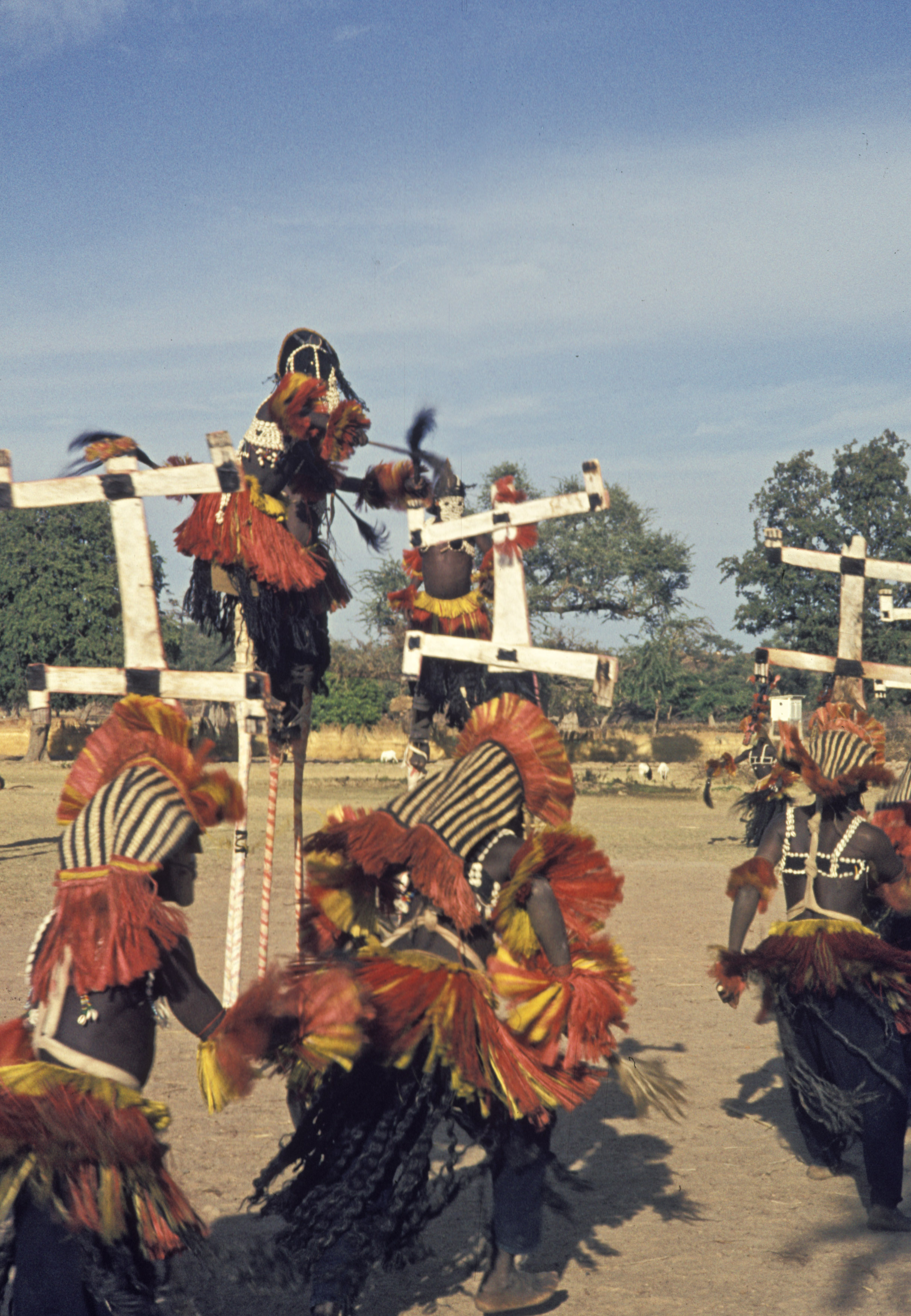
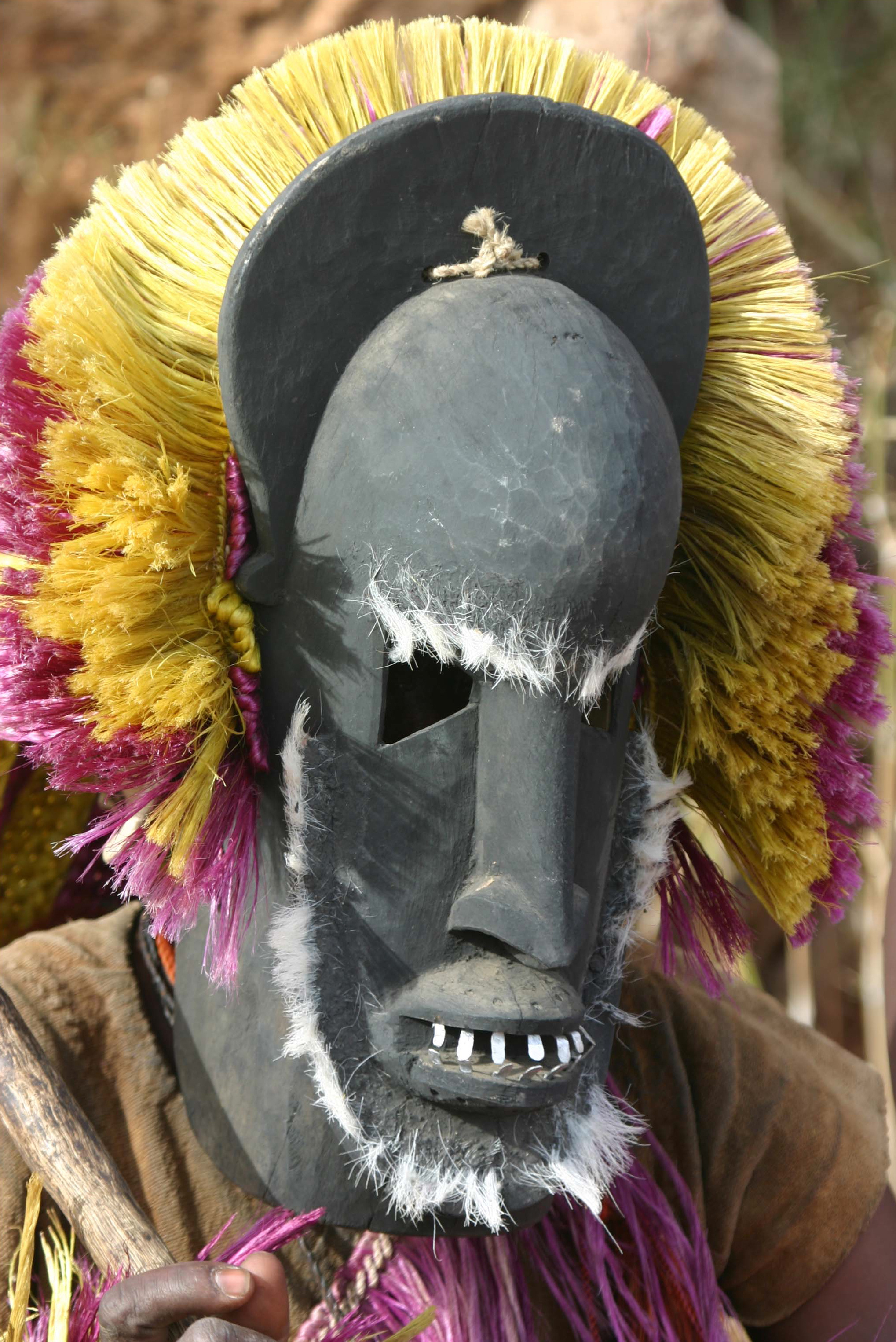